# Pūysheh
Pūysheh (persiska: Paspīsheh, پویشه, Pasvīsheh) är en ort i Iran.   Den ligger i provinsen Gilan, i den nordvästra delen av landet, 240 km nordväst om huvudstaden Teheran. Antalet invånare är 658.
Terrängen runt Pūysheh är platt, och sluttar norrut. Runt Pūysheh är det tätbefolkat, med 659 invånare per kvadratkilometer. Närmaste större samhälle är Rasht, 7,5 km öster om Pūysheh. Trakten runt Pūysheh består till största delen av jordbruksmark.